# Ilex jenmanii
Ilex jenmanii é um gênero de plantas com flores. Foi descrito pela primeira vez por Ludwig Eduard Loesener. Ilex jenmanii pertence ao gênero Ilex, e à família Aquifoliaceae.
Este tipo de planta pode ser encontrado em:
- Guiana
- Suriname
- Venezuela
  - Estado Bolívar

Não há tipos listados como este.